# Brother Industries

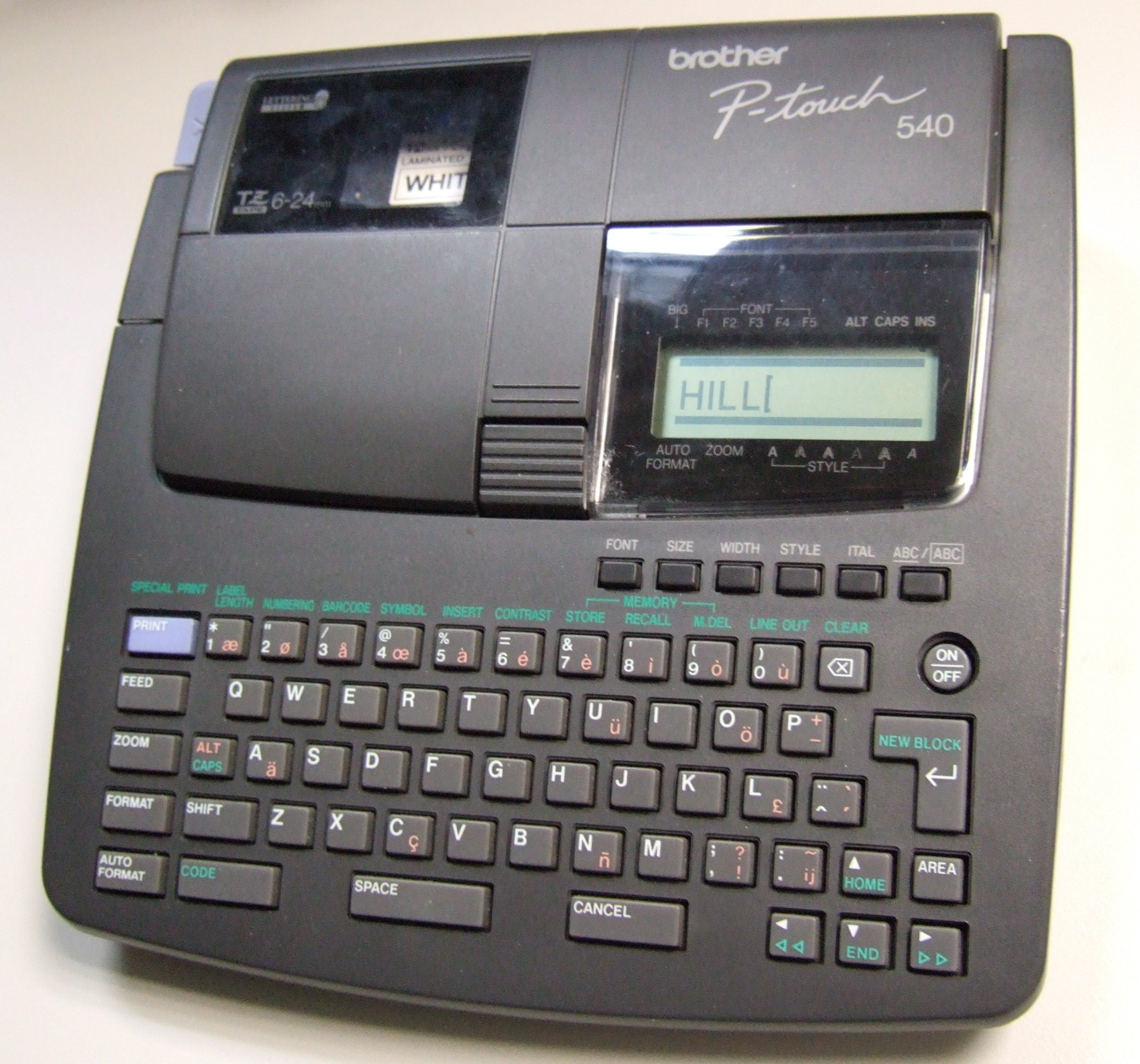
Automat etykietujący P-Touch 540 marki Brother

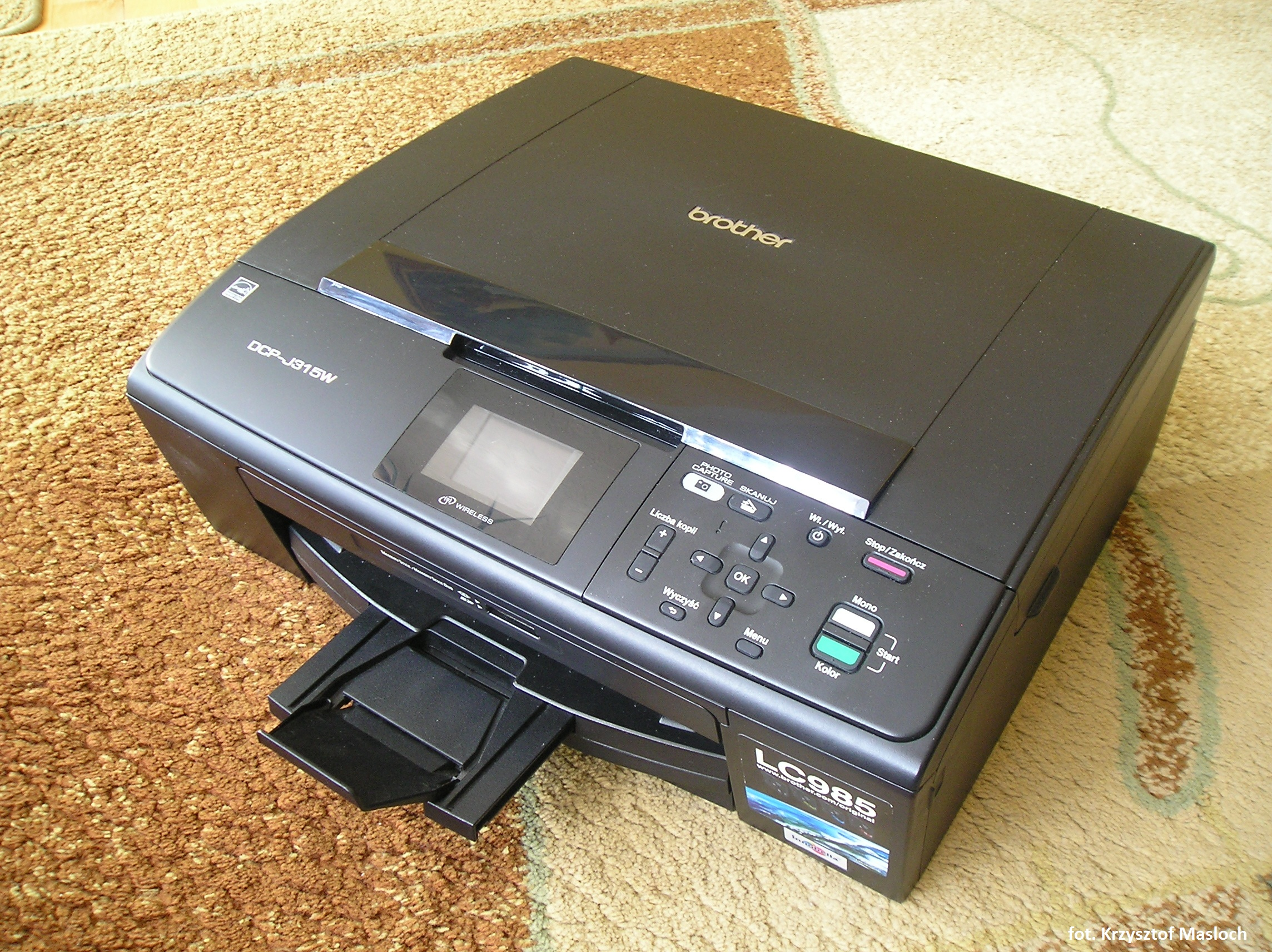
Urządzenie wielofunkcyjne firmy Brother

Brother Industries, Ltd. (jap. ブラザー工業株式会社) – japońskie przedsiębiorstwo specjalizujące się w produkcji akcesoriów biurowych, głównie maszyn. jak drukarki, kopiarki, urządzenia wielofunkcyjne, oraz maszyn do szycia i obrabiarek wydawanych pod marką „Brother”.
Przedsiębiorstwo powstało w 1908 roku w Nagoyi, założone przez Kanekichi Yasui pod nazwą „Yasui Sewing Machine Co.”. Zajmowało się produkcją maszyn do szycia. W 1928 roku firma zarządzana przez synów Pana Yasui wydała produkcję przemysłowych maszyn do szycia „Brother”. Z rokiem 1934 powstała firma „Nippon Sewing Machine Manufacturing Co.”, która niespełna 20 lat później wkracza na rynek europejski i amerykański. W 1980 roku firma „Brother Industries, Ltd.” rozpoczęła produkcję elektronicznych maszyn do pisania, a od 1987 drukarek i telefaksów.
W 2005 roku firma utworzyła swoje oficjalne przedstawicielstwo w Polsce, będące pod władaniem austriackiego oddziału firmy.